# 1353
Évszázadok: 13. század – 14. század – 15. század
Évtizedek: 1300-as évek – 1310-es évek – 1320-as évek – 1330-as évek – 1340-es évek – 1350-es évek – 1360-as évek – 1370-es évek – 1380-as évek – 1390-es évek – 1400-as évek
Évek: 1348 – 1349 – 1350 – 1351 –  1352 – 1353 – 1354 – 1355 – 1356 – 1357 – 1358

## Események

### Határozott dátumú események
- március 3. – Bern csatlakozik a Svájci Konföderációhoz.
- április 20. – I. Lajos magyar király bevonja a hiteleshelyek pecsétjeit.
- szeptember 15. – I. Lajos magyar király szerződést köt IV. Károly német-római császárral, amelynek értelmében születendő gyermekeik házasságot kötnek egymással.[1]

### Határozatlan dátumú események
- az év folyamán – 
  - Giovanni Boccaccio befejezi a Dekameront.[2]
  - Bátyja, Szemjon utódaként II. Iván foglalja el a moszkvai és vlagyimiri nagyfejedelmi trónt.[3]

## Születések
- I. Margit dán királynő († 1412)